# Gia tộc Clerici
Gia đình Clerici là một gia đình quý tộc Ý sống tại Milan, có nguồn gốc từ Domaso, hồ Como.